# El Solà (el Brull)
El Solà és una masia del Brull (Osona) protegida com a Bé Cultural d'Interès Local.

## Descripció
Casa de planta quadrada amb la façana principal orientada al sud i la teulada a dues vessants (est/oest). Té planta baixa, un pis i golfes. Al cos original s'hi ha afegit posteriorment un cobert a la part de llevant. S'accedeix a la casa per un portal de grans dovelles que formen un arc de mig punt, i és destacable també la finestra gòtica que trobem a l'alçada de la planta baixa de la façana principal. Al davant de la casa trobem una era enllosada a la que s'accedeix per un portal, i que es troba delimitada pels coberts i per un clos de pedres. Després de la restauració, la casa conserva el seu aspecte exterior.

## Història
Segons l' historiador A. Pladevall, el Solà forma part de les masies històriques del Brull. Ja que la trobem esmentada al capbreu i els pergamins del 1270. Fou també una de les masies que resistiren la crisi baix medieval, i sabem que el 1870 era habitada. Darrerament ha estat objecte de restauració, ja que es trobava en estat ruïnós, i ha esdevingut segona residència. La restauració ha afectat a la totalitat del seu interior, així com a les cobertes i forjats, molt malmesos d'ençà del seu abandonament.